# What About Us?
"What About Us?" é uma canção gravada pela cantora e produtora musical norte-americana Brandy Norwood. Foi divulgada através da editora discográfica Atlantic a partir do Ano Novo de 2002 como o primeiro single do terceiro álbum de estúdio da intérprete, Full Moon (2002). As suas letras foram escritas pela própria juntamente com LaShawn Daniels, Nora Payne, Kenisha Pratt e ainda Rodney Jerkins, que ficou também encarregue da composição e produção musical, enquanto Norwood ficava sob a responsabilidade dos arranjos vocais ao lado de Daniels.

## Desempenho nas tabelas musicais
| País — Tabela musical (2002)                          | Posição de pico |
| ----------------------------------------------------- | --------------- |
| Austrália — Top 100 Singles (ARIA Charts)             | 6               |
| Áustria — Ö3 Austria Top 40                           | 40              |
| Bélgica (Flandres) — Top 50 Singles (Ultratop)        | 20              |
| Bélgica (Valónia) — Top 50 Singles (Ultratop)         | 13              |
| Canadá — Hot 100 (Billboard)                          | 16              |
| República Checa — Rádio Top 100 (FIIF)                | 42              |
| Dinamarca — Single Top-40 (Hitlisten)                 | 7               |
| União Europeia — Hot 100 Singles                      | 12              |
| França — Top Singles (SNEP)                           | 24              |
| Alemanha — Top 100 Singles (GfK Entertainment Charts) | 13              |
| Irlanda — Singles Top 50 (IRMA)                       | 17              |
| Itália — Top Singoli (FIMI)                           | 26              |
| Países Baixos — Stichting Nederlandse Top 40          | 15              |
| Países Baixos — Single Top 100 (MegaCharts)           | 11              |
| Nova Zelândia — Top 40 Singles (RMNZ)                 | 8               |
| Noruega — Topp 40 Singles (VG-lista)                  | 11              |
| Escócia — Singles Sales Top 100 (OCC)                 | 8               |
| Suécia — Top Singles Top 100 (Sverigetopplistan)      | 16              |
| Suíça — Top Singles Top 75 (Schweizer Hitparade)      | 8               |
| Reino Unido — Official Singles Chart Top 100 (OCC)    | 4               |
| Reino Unido — R&B Singles Chart (OCC)                 | 1               |
| Estados Unidos — Billboard Hot 100                    | 7               |
| Estados Unidos — Hot Dance Singles Sales (Billboard)  | 17              |
| Estados Unidos — Hot R&B/Hip-Hop Songs (Billboard)    | 3               |
| Estados Unidos — Mainstream Top 40 (Billboard)        | 17              |
| Estados Unidos — Rhythmic Songs (Billboard)           | 5               |

| País — Tabela musical (2002)                 | Posição |
| -------------------------------------------- | ------- |
| Austrália — ARIA Top 100 Singles Chart       | 65      |
| Países Baixos — Single Top 100               | 132     |
| Suíça — Singles Top 75 (Schweizer Hitparade) | 80      |
| Reino Unido — Singles Chart (OCC)            | 97      |
| Estados Unidos — Billboard Hot 100           | 65      |

Certificações e vendas
| Região — Associação (Vendas) | Certificação |
| ---------------------------- | ------------ |
| Austrália — ARIA (35 000)    | Ouro         |